# Tampa Bay Buccaneers
Tampa Bay Buccaneers er et professionelt amerikansk fodboldhold, der har base i Tampa, Florida. Tampa Bay Buccaneers spiller i divisionen NFC South, som også tæller holdene Carolina Panthers, Atlanta Falcons og New Orleans Saints.
Holdet, der i folkemunde også kaldes for Bucs, kom i NFL i 1976.
Historisk set har Buccaneers været et kronisk tabende hold – og tabte de første 26 kampe de spillede i NFL. Dog var der herefter, i slutningen af 1970'erne og i de tidlige 1980'erne, en periode hvor holdet klarede sig rimeligt. Herefter fulgte 14 – fjorten! – sæsoner hvor holdet tabte flere kampe end de vandt. Men de sidste 10 år har Bucs været en seriøs udfordrer til slutspil, og Buccaneers vandt Superbowl (XXXVII) i 2003 og (LV) i 2021 som det første hold i historien på hjemmebane.
Bucs har hjemmebane på Raymond James Stadium, der har plads til 65.657 tilskuere.
Holdet trænes af Tod Bowles og ejes af Malcolm Glazer, der også ejer Manchester United.
Maskot
Kaptajn Fear er Tampa Bays officielle maskot. Ifølge Buccanneers officielle website blev kaptajn Fear reddet af kystvagten ud for Tampa tilbage i 2000. Han har siden holdt til på sidelinien under alle Buccaneers´ hjemmekampe.